# Џим Рон
Џим Рон (енгл. Jim Rohn; Јакима, 25. септембар 1930 — Вест Хилс, 5. децембар 2009) је био амерички бизнисмен, писац и мотивациони говорник. Његов рад је био утицајан у започињању или продужавању каријера многих у индустрији личног развоја, укључујући Ентонија Робинса, Марка Виктора Хансена, Брајана Трејсија и Џека Кенфилда.

## Детињство и младост
Рон је рођен у Јакими, Вашингтон.

## Каријера
До 25. године (према његовим процјенама), био је у личној заосталости познато многим породицама средње класе које су биле у дугу, не видећи начин да достигне сопствене амбиције.